# Copa de la Reina de Baloncesto 1993-94
La Copa de la Reina de Baloncesto 1993-94 corresponde a la 32.ª edición de dicho torneo. Se celebró entre el 1993 y el 9 de abril de 1994 en Pamplona.
La disputan todos los equipos de la liga de Primera División. Se juegan dos eliminatorias previas a doble partido donde no entran los 4 primeros clasificados de la temporada anterior. La eliminatoria de cuartos se juegan a doble partido. Se juega una final a 4 a un solo partido en una sede fija. El campeón se clasifica para la Copa Ronchetti 1994-95.

## Desarrollo
El Sandra Gran Canaria le peleó la semifinal al Banco Exterior pero estuvo a punto de no hacerlo. La entidad amarilla señaló que no disponía de fondos disponibles para costear el viaje de su equipo hasta Pamplona y llegó a planear la posibilidad de que no se presentaran. Finalmente la Federación medió y adelantó el pago de los billetes para que el Sandra pudiera jugar la fase final de la Copa de la Reina, aunque la solución no fue del todo satisfactoria para las canarias ya que este arreglo las obligaba a devolverle a la FEB el importe invertido más adelante
Esta edición supone además el primer título y la primera aparición de una jugadora que podríamos ver este fin de semana en Arganda. Sin haber cumplido aún los 18 años, Amaya Valdemoro tuvo una significativa presencia en una final en la que no hubo "minutos de la basura". De hecho estaba en pista en los compases finales. Y aunque la canasta decisiva fue obra de Laura Grande, a la joven Amaya no le tembló el pulso para anotar el enceste que supuso el empate a 76.

## Fase previa

### Primera eliminatoria
| Equipo 1       | Agr.    | Equipo 2        | Ida   | Vuelta |
| -------------- | ------- | --------------- | ----- | ------ |
| Caja Segovia   | 132–151 | CB Navarra      | 70–71 | 62–80  |
| Aucalsa Oviedo | 147–162 | Rioja Lestonnac | 76–70 | 71–92  |

### Segunda eliminatoria
| Equipo 1                 | Agr.    | Equipo 2       | Ida    | Vuelta |
| ------------------------ | ------- | -------------- | ------ | ------ |
| Club Juven               | 125–182 | Canoe N. C.    | 75–105 | 50–77  |
| Universidad de Salamanca | 124–129 | CB Navarra     | 64–63  | 60–66  |
| Cajalón Zaragoza         | 157–160 | Lasarte Oria   | 74–73  | 83–87  |
| Sandra Gran Canaria      | 2–0     | Aucalsa Oviedo | 2–0    |        |

### Cuartos de final
Los partidos de ida se jugaron el 2 de abril y los de vuelta el 9 de abril. Los dos partidos de la eliminatoria entre el Bàsquet Godella y el Cepsa Tenerife se jugaron en la pista del equipo valenciano (Liria) por acuerdo de ambos clubes para que el Godella pudiera preparar su participación en la Copa de Europa, por este motivo la vuelta de dicha eliminatoria fue el 3 de abril.
| Equipo 1            | Agr.    | Equipo 2                  | Ida   | Vuelta |
| ------------------- | ------- | ------------------------- | ----- | ------ |
| Sandra Gran Canaria | 144–134 | Canoe N. C.               | 50–57 | 94–77  |
| CB Navarra          | 130–131 | Banco Exterior Argentaria | 65–56 | 65–75  |
| CB Vigo             | 157–120 | Lasarte Oria              | 86–53 | 71–67  |
| Bàsquet Godella     | 192–119 | Cepsa Tenerife            | 90–57 | 102–62 |

## Fase final
|  | Semifinales               | Semifinales               | Semifinales     |                 |                           | Final                     | Final      | Final      |  |
|  | 8 de abril                | 8 de abril                | 8 de abril      |                 |                           | 9 de abril                | 9 de abril | 9 de abril |  |
|  |                           |                           |                 |                 |                           |                           |            |            |  |
|  |                           |                           |                 |                 |                           |                           |            |            |  |
|  | Sandra Gran Canaria       | Sandra Gran Canaria       | 70              |                 |                           |                           |            |            |  |
|  | Sandra Gran Canaria       | Sandra Gran Canaria       | 70              |                 |                           |                           |            |            |  |
|  | Banco Exterior Argentaria | Banco Exterior Argentaria | 74              |                 |                           |                           |            |            |  |
|  | Banco Exterior Argentaria | Banco Exterior Argentaria | 74              |                 | Banco Exterior Argentaria | Banco Exterior Argentaria | 77         |            |  |
|  |                           |                           |                 |                 | Banco Exterior Argentaria | Banco Exterior Argentaria | 77         |            |  |
|  |                           |                           | Bàsquet Godella | Bàsquet Godella | 79                        |                           |            |            |  |
|  | CB Vigo                   | CB Vigo                   | Bàsquet Godella | Bàsquet Godella | 79                        | 72                        |            |            |  |
|  | CB Vigo                   | CB Vigo                   |                 |                 |                           | 72                        |            |            |  |
|  | Bàsquet Godella           | Bàsquet Godella           | 85              |                 |                           |                           |            |            |  |
|  | Bàsquet Godella           | Bàsquet Godella           | 85              |                 |                           |                           |            |            |  |
|  |                           |                           |                 |                 |                           |                           |            |            |  |

### Final
| 9 de abril de 1994, 18:00 | Banco Exterior Argentaria          | 77–79       | Bàsquet Godella         |                                           |  |
|                           | Marcador por tiempos: 46–35, 31–44 |             |                         |                                           |  |
|                           | Estadísticas Jordan 21             | Reporte Pts | Estadísticas McClain 28 | Pabellón: Pamplona Árbitros: Neyro, Gallo |  |

| Ganadoras de la Copa de la Reina 1993-94 |
| ---------------------------------------- |
| Bàsquet Godella 3º título                |